# Protocolo Urrutia
O Protocolo Urrutia foi um documento oficial assinado em 26 de março de 1858 na Casa do Governo da Venezuela, localizada na cidade de Caracas. Foi assinado pelo secretário de Relações Exteriores da Venezuela, Wenceslao Urrutia (de quem foi retirado o sobrenome para nomear o documento) e pelos representantes diplomáticos junto ao governo venezuelano do Reino Unido, da França, dos Estados Unidos, do Brasil, dos Países Baixos e da Espanha. Foi firmado com o objetivo de acordar medidas para a saída pacífica do país do presidente deposto José Tadeo Monagas, que estava asilado na Legação Francesa e pediu o exílio, mas temia pela sua vida. A assinatura do documento significou o início de graves conflitos diplomáticos entre os países signatários, especialmente entre França, Reino Unido e Venezuela.